# إيدين داغان
إيدين داغان هو ثالث ملك لسلالة إيسن في العراق وهو من الأموريين ألذين سكنوا في جنوب العراق، بدأ حكمه في سنة 1910 ق م. حسب قائمة ملوك سومر حكم لمدة 21 سنوات وإنتهى حكمه في سنة 1890 ق م. عرف بقوانين الزواج التي إبتكرها وكذلك أنشدة الآلهة. وقد خلف الحكم من شو إيليشو وخلفه إشمي داغان.